# جایگزین وعده غذایی

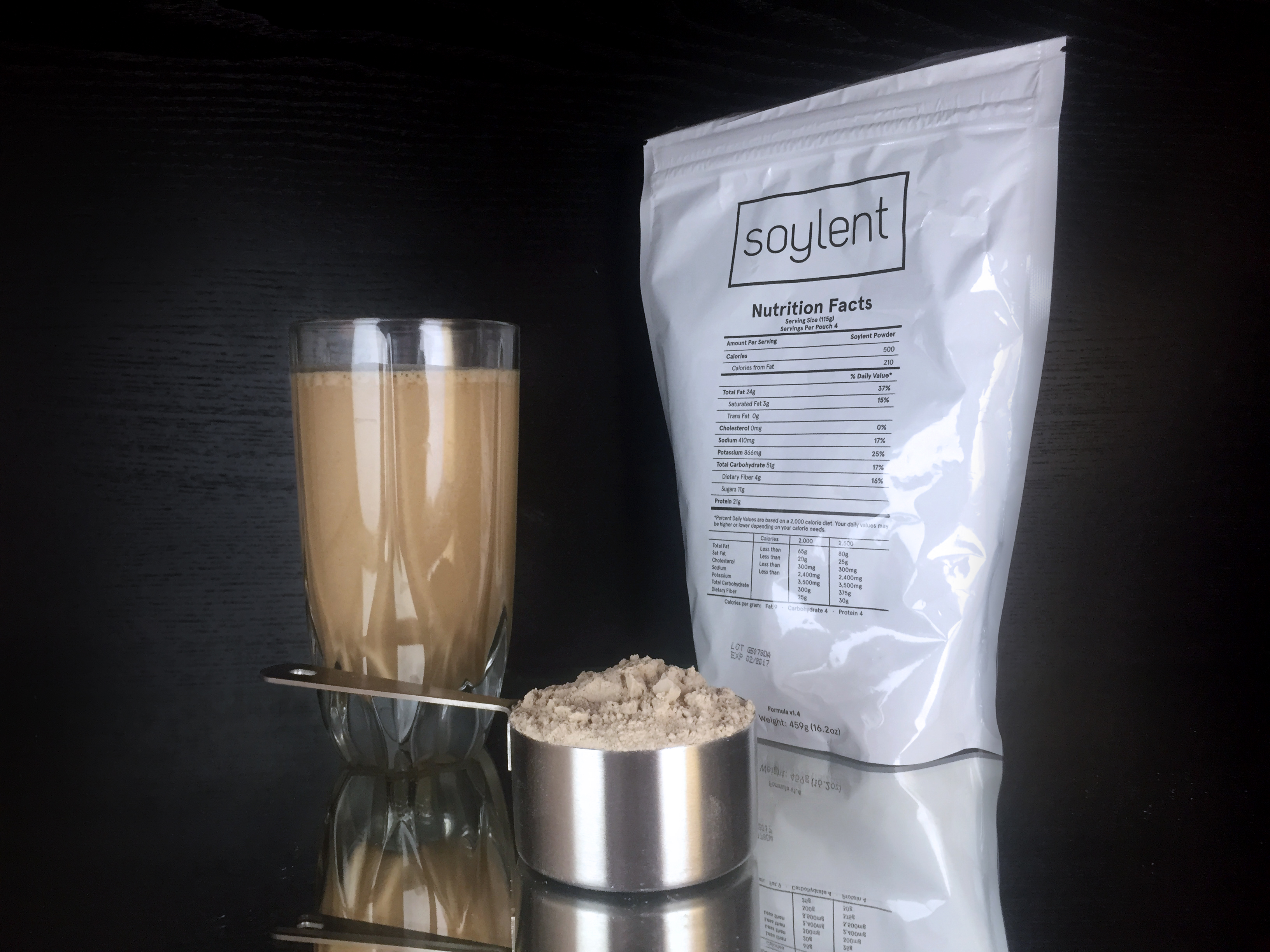
جایگزین‌های وعده‌های غذایی اغلب به صورت مایع توزیع می‌شوند، اما وعده‌های غذایی و نوشیدنی‌های پودر شده مانند سویلنت نیز وجود دارد.

جایگزین وعده غذایی نوشیدنی، بار، سوپ یا … است که به عنوان جایگزین یک وعده غذایی جامد، معمولاً با مقادیر کنترل شده کالری و مواد مغذی در نظر گرفته می‌شود. برخی از نوشیدنی‌ها به صورت لرزش سلامتی هستند. آن‌هایی که از نظر پزشکی تجویز می‌شوند، شامل ویتامین‌ها و مواد معدنی مورد نیاز هستند. بدنسازان گاهی اوقات از جایگزینی وعده‌های غذایی استفاده می‌کنند. نه به علت کاهش وزن بلکه برای صرفه جویی در وقت آماده‌سازی غذا هنگامی که ۵ تا ۶ وعده غذا در روز می‌خورند.
در اتحادیه اروپا، جایگزینی وعده‌های غذایی برای کاهش وزن که یا به عنوان مکمل غذایی (جایگزینی غذا برای کنترل وزن) یا به‌طور کامل جایگزین غذا می‌شوند ("جایگزین کامل رژیم غذایی برای کنترل وزن") از نظر میزان انرژی، مواد مغذی مورد نیاز آنها مورد نظارت قانونی قرار می‌گیرند. هر جایگزین وعده باید طبق دستورالعمل 96/8 / EC اتحادیه اروپا از ۲۶ فوریه ۱۹۹۶، در مورد غذاهایی که برای استفاده در رژیم‌های غذایی محدود برای کاهش وزن استفاده می‌شوند، اطلاعات و مشاوره در مورد بسته‌بندی ارائه دهند. به عنوان مثال، یک جایگزین وعده غذایی باید بین ۲۰۰ تا ۴۰۰ کالری انرژی تأمین کند که بیش از ۳۰٪ آن از چربی نیست و از ویتامین‌ها و مواد معدنی کمتر از مقدار مشخص شده نیست. اطلاعات مربوط به برچسب گذاری تجویز می‌شود و بسته‌بندی باید اطلاعاتی از قبیل این جمله را ارائه دهد که نباید بیش از سه هفته از محصول بدون مشاوره پزشکی استفاده شود. این قوانین از مصرف‌کنندگان جایگزین وعده‌های غذایی که از هیچ غذای دیگری استفاده نمی‌کنند، در برابر سو تغذیه سهوی محافظت می‌کنند.
در ایالات متحده، اصطلاح «جایگزینی وعده غذایی» در قوانین فدرال اداره غذا و دارو تعریف نشده‌است، اما به‌طور کلی به یک محصول با بسته‌بندی کالری، بسته‌بندی شده به شکل یک نوشیدنی (آماده نوشیدن یا پودر) اشاره دارد که جایگزین یک وعده غذایی معمولی می‌شود. محصولات جایگزین غذا معمولاً ۲۰۰ تا ۲۵۰ کالری در هر وعده تأمین می‌کنند، با بیش از ۲۰ ویتامین و مواد معدنی در سطح «خوب» یا «منبع عالی» غنی می‌شوند و اغلب ادعاهای محتوای مواد مغذی مانند درصد بدون چربی و کاهش قند را دارند. محصولات جایگزین غذا را می‌توان به عنوان غذاهای معمولی یا کاربردی تنظیم کرد. در کانادا، جایگزینی وعده‌های غذایی توسط آژانس بازرسی مواد غذایی کانادا تنظیم می‌شود و باید حداقل کالری، پروتئین و ویتامین مورد نیاز را داشته باشد و باعث شود برخی از محصولات آمریکایی رد شوند.

## در فرهنگ عامه
حداقل از زمان فیلم‌های سانتا کلاوز مریخ را فتح می‌کند (۱۹۶۴) و TV's Lost in Space (1965)، جایگزین‌های وعده یکی از ویژگی‌های ثابت داستان‌های علمی، به ویژه ژانر سفر به فضا بوده‌است.